# Tercera División Provincial de Fútbol de Lima 1930
Fue la tercera edición de la Tercera División Provincial de Fútbol de Lima, llevado a cabo en 1930. Cada campeón zonal y de serie tenían el ascenso a la Segunda División Provincial de Fútbol de Lima del siguiente periodo. Sport Boys, fue el campeón de campeones en la liguilla final.

## Historia
Tercera División Provincial de Fútbol de Lima 1930, fue la tercera edición del torneo. El campeonato se estructuró de la siguiente manera: Zona Lima (cuatro series), Rímac (una serie), Balnearios del Sur (dos series) y Callao (una serie). En este caso particular, los campeones de cada zona y serie, ascendieron a la Segunda División Provincial de Fútbol de Lima, de la siguiente temporada. Sin embargo, las zonas que tenían más series, definían el campeón zonal y participaban en la liguilla final de campeones. Sport Boys, logra ser el campeón de campeones.

## Campeonato

### Zona Lima

#### Serie 1
- Alianza San Martín 13 Puntos: Campeón de serie, asciende Segunda División y participa definición zonal.
- Juventud Sporting 11 Puntos
- Atlético Ucayali  11 Puntos
- Unión América 11 Puntos
- Black and White 8 Puntos
- Sport Cabana 7 Puntos
- Alianza San Jacinto 6 Puntos
- Sport Aija 4 Puntos
- Sport Maurer 1 Punto - descendido

#### Serie 2
- Independiente Chosica 14 Puntos: Campeón de serie, asciende Segunda División y participa definición zonal.
- Sportivo Melgar 13 Puntos
- Atlético Perú 10 Puntos
- Aurora Lima 8 Puntos
- Lima F.B.C. 8 Puntos
- Carlos de Piérola 8 Puntos
- Sport San Jacinto 6 Puntos
- Juventud Sandino 3 Puntos
- Sportivo Iris 2 Punto - descendido

#### Serie 3
- América Star 12 Puntos: Campeón de serie, asciende Segunda División y participa definición zonal.
- Unión Mauricio Labrousse 11 Puntos
- Departamento de Lambayeque 11 Puntos
- Teniente Podestá 8 Puntos
- Juventud White Star 8 Puntos
- Alianza Magdalena 6 Puntos
- Sportivo Parinacochas 6 Puntos
- Deportivo Pensilvania 5 Puntos
- Alianza Firpo 2 Punto - descendido

#### Serie 4
- Sport Nueve de Diciembre 12 Puntos: Campeón de serie, asciende Segunda División y participa definición zonal.
- Sport Victoria 12 Puntos
- Juventud Washington 11 Puntos
- Asociación Deportiva Tarapacá 10 Puntos
- Nicolás Maggiolo 8 Puntos
- Unión Guadalupe 6 Puntos
- Pedro Flecha 5 Puntos
- Piloto Olímpico 5 Puntos
- Victoria F.B.C. 3 Punto - descendido

#### Definición Campeón
- Alianza San Martín 3 vs Independiente Chosica 2
- Alianza San Martín 3 vs Sport Nueve de Diciembre  1
- Independiente Chosica 2 vs  Sport Nueve de Diciembre  1
- Sport Nueve de Diciembre  2 vs América Star 1

- Alianza San Martín: Campeón

### Zona Callao
- Sport Boys 17 Puntos: Campeón Zonal, asciende Segunda División y participa liguilla final.
- Alianza Tucumán Bellavista 17 Puntos
- Atlético América 17 Puntos
- Atlético Excelsior 10 Puntos
- Good Boys Bellavista 6 Puntos
- Álvaro Marcos Sánchez 1 Punto - descendido

### Zona Rímac
- Alianza Marañón 14 Puntos: Campeón Zonal, asciende Segunda División y participa liguilla final.
- Ricardo Palma 12 Puntos
- Alianza Limoncillo 9 Puntos
- Atlético Peruano 9 Puntos
- Sportivo Parlemo 8 Puntos
- Atlético Espinar 8 Puntos
- Juventud Miraflores 7 Puntos
- Association Rímac 4 Puntos
- Sportivo Piamonte 1 Punto - descendido

### Zona Balnearios del Sur

#### Serie 1
- Juventud Chorrillos 21 Puntos: Campeón de serie, asciende Segunda División y participa definición zonal.
- Independiente Miraflores 17 Puntos
- Santiago de Surco 16 Puntos
- Juventud Barranco 13 Puntos
- Progreso Chorrillos 11 Puntos
- Ayacucho Barranco 9 Puntos
- Fraternal Barranco 9 Puntos
- Nacional Miraflores 8 Puntos
- Belgrano Chorrillos 8 Puntos
- Defensor Perú Miraflores 5 Puntos
- Belgrano Miraflores 5 Puntos
- Alfonso Ugarte Barranco (B) 0 Puntos - descendido

#### Serie 2
- Bolognesi Barranco 17 Puntos: Campeón de serie, asciende Segunda División y participa definición zonal.
- Oriental Chorrillos 15 Puntos
- Atlético Miraflores 15 Puntos
- Sastrería Leuro Miraflores 13 Puntos
- Sport Calavera de Surco 13 Puntos
- Estudiantes Chorrillos 12 Puntos
- Buenos Aires Miraflores 11 Puntos
- General Salomón Chorrillos 10 Puntos
- Alianza Miraflores 9 Puntos
- Almagro Barranco 9 Puntos
- Obrero Chorrillos (B) 4 Puntos
- Olaya Chorrillos (B) 0 Puntos - descendido

#### Definición Campeón
- Juventud Chorrillos 4 - Bolognesi Barranco 1.
- Juventud Chorrillos: Campeón

### Liguilla Final

#### Semifinal
- Sport Boys 2 - 1 Juventud Chorrillos
- Alianza San Martín 2 - 0 Alianza Marañón

#### Final
- Sport Boys 4 - 0 Alianza San Martín